# HMS Eagle (R05)
La HMS Eagle, pennant number R 05, diciottesima nave da guerra britannica a portare questo nome, fu una portaerei di Classe Audacious, di produzione britannica, in servizio tra il 1951 ed il 1972 con la Royal Navy, la marina militare del Regno Unito. Con la sua gemella HMS Ark Royal fu una delle più grandi portaerei britanniche mai costruite.
Fu inizialmente impostata presso i cantieri Harland and Wolff di Belfast come una delle quattro navi della classe Audacious durante la seconda guerra mondiale. Successivamente due di esse vennero cancellate e solo due, tra cui la Eagle, completate. Inizialmente denominata Audacious, fu la quindicesima nave della Royal Navy a portare questo nome, dopo che la HMS Eagle, altra nave della classe, venne cancellata.

## Servizio

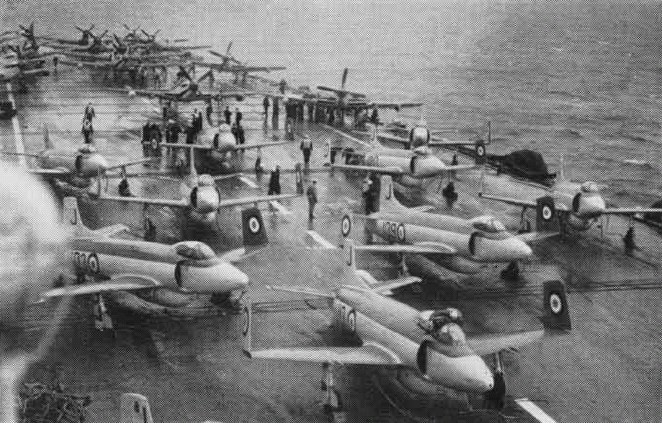
Il ponte della HMS Eagle nei primi anni di servizio. Si notano in primo piano i caccia a reazione Supermarine Attacker e sul fondo i Fairey Firefly e Blackburn Firebrand.

Dopo l'ingresso in servizio, venne dispiegata nel Mediterraneo durante la crisi di Suez, durante la quale i suoi velivoli bombardarono intensamente le posizioni egiziane. Gli aerei imbarcati includevano Westland Wyvern, Skyrider, Sea Hawk e de Havilland Sea Venom. Tra il 1956 ed il 1957 l'unità venne modificata ottenendo un ponte di volo angolato.
Inizialmente l'Ammiragliato aveva pianificato di ricostruire completamente la nave sulla falsariga della Victorious, ma a causa degli elevati stanziamenti necessari, il progetto venne abbandonato. La nave venne comunque sottoposta a importanti modifiche, venendo migliorata nel campo dell'abitabilità con l'installazione dell'aria condizionata. L'isola venne completamente ricostruita e venne installato il nuovo radar 3D Type 984. Il ponte di volo vide l'aggiunta di una corazzatura da 65 mm e l'inclinazione venne aumentata fino a 8.5°, vennero installate nuove catapulte a vapore, cavi d'arresto e sistema ottico di aiuto all'appontaggio. Gli impianti elettrici a corrente continua vennero revisionati e si procedette all'installazione di nuovi generatori a corrente alternata per fornire maggiore potenza. Venne anche deciso di rimuovere i pezzi antiaerei per sostituirli con missili Sea Cat. Tutte le apparecchiature e le macchine vennero revisionate. Il costo previsto per queste modifiche fu di 11 milioni di sterline, circa un terzo della cifra necessaria a costruire una nuova unità.
Nel 1959 la Eagle entrò quindi in cantiere a Devonport per iniziare la modernizzazione, che terminò nel 1964. L'aumento dei costi in corso d'opera portò all'abbandono del progetto di corazzare il ponte di volo. Il dislocamento aumentò fino a raggiungere le 43.307 tonnellate, facendo dell'unità la più grande portaerei della Royal Navy. Gli aerei imbarcati erano ora Blackburn Buccaneer, Sea Vixen, Supermarine Scimitar e Fairey Gannet.
All'inizio del 1966 entrò nuovamente in cantiere per l'installazione di catapulte più potenti, tornando in servizio l'anno successivo. Era inizialmente previsto di sottoporre l'unità ad ulteriori modernizzazioni che le avrebbero permesso di imbarcare anche i più moderni McDonnell Douglas F-4 Phantom II, ma in seguito ad un danneggiamento di una delle eliche, il progetto venne cancellato e si procedette con un'importante e più costosa modernizzazione della sorella Ark Royal.
Nel 1966, la decisione di dismettere gradualmente le portaerei che imbarcavano mezzi ad ala fissa, segnò per l'unità l'inizio dell'obsolescenza, mentre venivano vendute la Victorious e la Centaur, già utilizzata in ruoli di secondo piano da vari anni. La Eagle venne quindi radiata nel gennaio 1972 a Portsmouth e tutto l'equipaggiamento ancora utilizzabile venne rimosso; dopodiché venne trasferita in riserva e ancorata sul fiume Tamar. Nel 1974 venne trasferita a Devonport a rimorchio dove si procedette a un'ulteriore rimozione di parti utili necessarie al mantenimento in efficienza della Ark Royal. In seguito a questi lavori venne nuovamente ancorata sul fiume. Fino al 1976 rimase nominalmente in riserva anche se ormai ridotta al solo scafo visto il riuso di macchinari e sistemi di bordo. Venne quindi messa in vendita per essere demolita venendo rimorchiata da Devonport nell'ottobre 1978 verso Cairnryan, in Scozia, lasciando libero l'ancoraggio per la nave sorella. I lavori di demolizione erano conclusi prima che nel novembre 1980 giungesse alla stessa destinazione la Ark Royal per subire la stessa sorte. Una delle ancore, insieme a una della Ark Royal, è esposta preso il Fleet Air Arm Museum di Yeovilton.